# Буян (острів)

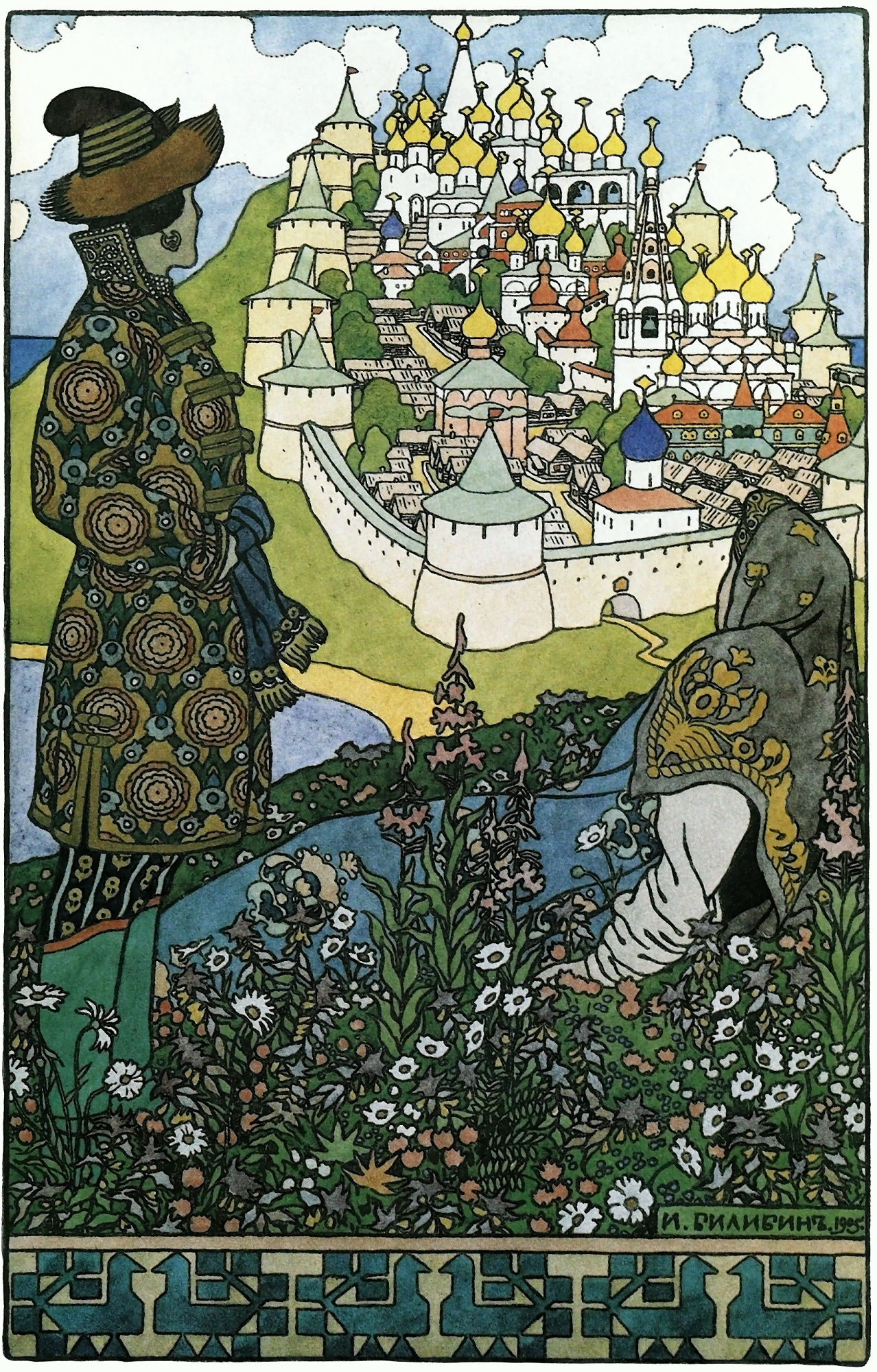
Ілюстрація (1905 рік) до казки «Казка про царя Салтана» авторства Білібіна Івана Яковича

Буя́н — казковий острів-град у російському фольклорі. Став відомим завдяки казці О. С. Пушкіна «Казка про царя Салтана» (створена в 1831 році, вперше видана в 1832 році).

## Опис
Описується як таємничий острів в океані зі здатністю з'являтися і зникати. Три брати — Північний, Західний і Східний Вітри — жили там. Острів Буян наділений чудо-силою, на ньому зберігаються чарівні речі, які допомагають казковим героям боротися зі злом. На острові росте містичний дуб, у якому заховане яйце з голкою, в якій є смерть Кощія. Там же на острові є священний камінь алатир, що позначає центр світу. Хто зуміє знайти цей камінь — у того всі бажання збудуться.

## Назва
Деякі вчені інтерпретують Буян як свого роду «слов'янський фольклор».
В. Б. Вілінбахов зближав Буян з островом Руян, але етимологічно подібні переходи поки не доведені. На думку В. Меркулова, назва Буян подібна з найменуванням німецького острова Рюген (по-іншому Руян), який перейшов у казку А. С. Пушкіна через усні видозміни.
У складі архіпелагу Північна Земля є реальний острів Буян, але він був відкритий і названий так значно пізніше, ніж з'явилися сказання про казковий острів (вже в XX столітті). Також острів Буян є в місті Гусь-Хрустальний. Він розташований на однойменному озері, що раніше було кар'єром цегельного заводу 